# NBAカンファレンスファイナルMVP
NBAカンファレンスファイナル最優秀選手賞（NBA conference Finals Most Valuable Player Award）は、北米プロバスケットボールリーグNBAにおいて、NBAの各カンファレンスファイナルで最も活躍した選手に与えられる賞である。2022年に創設された。賞はシリーズ終了後に9人のメディアメンバーが行う投票において最も得票の高かった選手に贈られる。
イースタン・カンファレンスファイナルMVPにはラリー・バードトロフィー、ウェスタンカンファレンスファイナルMVPにはアーヴィン・マジック・ジョンソントロフィーを贈呈する。初代受賞者はイーストからボストン・セルティックスのジェイソン・テイタム、ウェストからゴールデンステート・ウォリアーズのステフィン・カリーが受賞した。

## 歴代受賞者

### イースタン・カンファレンス
| * | 殿堂入り |
| ^ | 現役選手 |

| 年度 | 選手                  | Pos. | 所属チーム               |
| ---- | --------------------- | ---- | ------------------------ |
| 2022 | ジェイソン・テイタム^ | Ｆ   | ボストン・セルティックス |
| 2023 | ジミー・バトラー^     | F/G  | マイアミ・ヒート         |
| 2024 | ジェイレン・ブラウン^ | F/G  | ボストン・セルティックス |
| 2025 | パスカル・シアカム^   | F    | インディアナ・ペイサーズ |

### ウェスタン・カンファレンス
| 年度 | 選手                                | Pos. | 所属チーム                       |
| ---- | ----------------------------------- | ---- | -------------------------------- |
| 2022 | ステフィン・カリー^                 | G    | ゴールデンステート・ウォリアーズ |
| 2023 | ニコラ・ヨキッチ^                   | C    | デンバー・ナゲッツ               |
| 2024 | ルカ・ドンチッチ^                   | G    | ダラス・マーベリックス           |
| 2025 | シェイ・ギルジャス＝アレクサンダー^ | G    | オクラホマシティ・サンダー       |